# Szepestótfalu
Szepestótfalu (szlovákul: Slovenská Ves, németül: Winschendorf) község Szlovákiában, az Eperjesi kerületben, a Késmárki járásban.

## Fekvése
Késmárktól 10 km-re északra, a Biela-patak völgyében fekszik.

## Története
A település a Stragar nevű földön keletkezett a 13. század végén a magyar-lengyel határvidéken, ahol akkoriban határállomás is állt. A hagyomány úgy tartja, hogy a falu eredetileg nem a mai helyén, hanem attól északra, a Seifenbach-patak mellett, az egykori Vigadónak nevezett vendégfogadó környékén állt. Ez a hagyomány azonban valószínűleg az egykor itt létezett, 1504-ben már pusztaként említett Schaierberg nevű faluval áll összefüggésben.
Tótfalu első ismert birtokosai Zumcotha fiai Kozma, Miklós és István, akik 1286-ban Stragar és Feketeerdő nevű birtokrészeiket 150 márkáért Sváb Arnold comesnek, a Görgey család ősének, görgői Detre fiának adták el. 1311-ben „Villa Sclauonicalis” alakban a szepesi káptalan oklevelében említik írásos formában először. Ekkor Arnold gróf birtoka, aki a falut karthauzi szerzeteseknek adta. Ezután több birtokosa is volt, melyek közül a Tótfalusi Sváby családnak még a 18.-19. században is voltak itt birtokai. 1337-ben „Tothfolua”, „Thouthfolua”, 1404-ben „Villa Sclauonicalis” alakban szerepel a korabeli forrásokban. Nevét az alapján kaphatta, hogy a Szepesség akkor már német többségű települései között Tótfalu lakossága szláv volt.
1443. június 5-én földrengés rombolta le a falut. 1444-ben nagy tűzvész pusztított. A 16. században, az 1560-as években Tótfalut is elérte a reformáció. 1663-ban ismét nagy tűzvész pusztított. 1682-ben Thököly hadainak nyomására, majd 1703 és 1710 között a Rákóczi-szabadságharc alatt vesztették el újra átmenetileg a katolikusok a templomot. Az 1754. évi nemesi összeírás szerint a községben az alábbi nemesek bírtak ingatlanokkal: Luszinszky Leó, Mattyasovszky Lajos, Doloviczinyi György, Lányi Márton, Grotkovsky János, idősebb Sváby János, ifjabb Sváby János, Podhorányi István, Sváby Ferenc és Horonszky János. Közülük a Svábyak és a Mattyasovszky család a legnevezetesebbek. 1787-ben 137 házában 1017 lakos élt.
A 18. század végén Vályi András így ír róla: „TÓTFALU. Szepes Várm. földes Urai Matyasovszky, és több Uraságok, lakosai külömbfélék; határjának fele termékeny, fája, legelője elég van, piatza Kézsmárkon közel.”
1828-ban 174 háza és 1275 lakosa volt. Lakói mezőgazdasággal, erdei munkákkal, vászonszövéssel foglalkoztak. Az 1832. évi egyházi vizitáció megemlíti, hogy a templomot – melyet 1673-ig az evangélikusok használtak – Bársony György szepesi prépost visszaadta a katolikusoknak. A templom ezután még kétszer cserélt gazdát.
Fényes Elek 1851-ben kiadott geográfiai szótárában így ír a faluról: „Tótfalu, (Winschendorf), német falu, Szepes vmegyében, Bélához észak-nyugotra egy órányira: 1055 evang., 45 zsidó lak. Kath. paroch. templom. Savanyuviz. Fürész- és lisztmalmok. Sok erdő. F. u. Matyasovszky, Almásy, Sváby, Kiss, Horánszky, Lányi, Grodkovszky s m. Ut. p. Késmárk.”
1873-ban kolerajárvány pusztított, mely 185 emberéletet követelt. 1878-ban postahivatal, 1880-ban tűzoltóegylet létesült a községben. 1880 és 1910 között sok lakója kivándorolt a tengerentúlra. Később lakosainak egy része Poprád, Késmárk és Szepesbéla üzemeiben dolgozott. 1911-ben újabb nagy tűzvész pusztított a községben, ekkor 12 lakóház és 36 gazdasági épület lett a lángok martaléka. A trianoni diktátumig Szepes vármegye Késmárki járásához tartozott.

## Népessége
| Év:            | 1994. | 2004.   | 2014.   | 2024.   |
| -------------- | ----- | ------- | ------- | ------- |
| Emberek száma: | 1707  | 1787    | 1866    | 1859    |
| Eltérés:       |       | +4,68 % | +4,42 % | -0,37 % |

| Év:            | 2023. | 2024.   |
| -------------- | ----- | ------- |
| Emberek száma: | 1846  | 1859    |
| Eltérés:       |       | +0,70 % |

1910-ben 952, többségben szlovák lakosa volt, jelentős német kisebbséggel.
2001-ben 1789 lakosából 1736 szlovák volt.
2011-ben 1862 lakosából 1780 szlovák.

## Nevezetességei
- A Gyertyaszentelő Boldogasszonynak szentelt római katolikus temploma a 14. század második felében épült gótikus stílusban, 1510 körüli Madonna-szobra Lőcsei Pál mester iskolájából való. A templomot 1769-ben átépítették.
- A barokk Mária-oszlop a 18. században készült.
- Egykori nemesi kúriáiból csak egy 18. század végén épített maradt fenn, ebben van az iskola.
- Népi faházai műemlékek.